# شهرستان مانیکواگان
شهرستان مانیکواگان (به انگلیسی: Manicouagan Regional County Municipality) یک منطقهٔ مسکونی در کانادا است که در کوت-نور واقع شده‌است. شهرستان مانیکواگان ۳۹٬۲۴۶٫۴۰ کیلومتر مربع مساحت و ۳۲٬۰۱۲ نفر جمعیت دارد.